# Aalborg Operafestival
Aalborg Operafestival er en årlig kulturel begivenhed, der afholdes i Aalborg og er Danmarks eneste af slagsen.
Festivalen foregår over ti dage i marts, med omkring 50 forestillinger, koncerter, film og workshops rundt omkring i byen og oplandet. Der tilbud til børn og unge om at "synge med en sanger". 
Aalborg Operafestival er arrangeret af Aalborg Kommune, Aalborg Kongres & Kultur Center og Aalborg Symfoniorkester i samarbejde med en række aktører i det øvrige kulturliv.
Igennem årene har man kunne opleve navne som: Kiev Statsopera, Den Jyske Opera, Ji Min med mere.